# Kreuzkapelle (Kempenich)

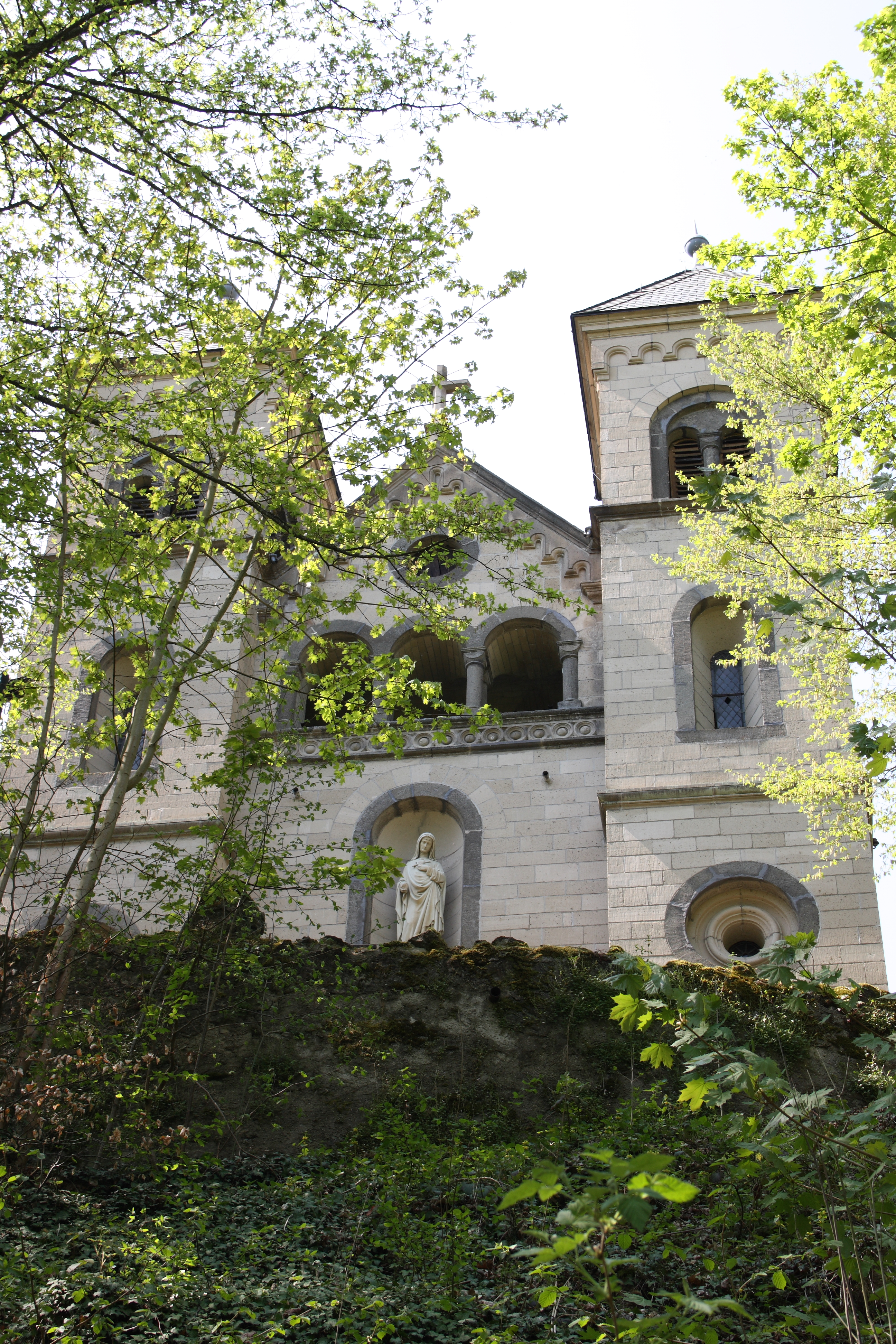
Kreuzkapelle in Kempenich

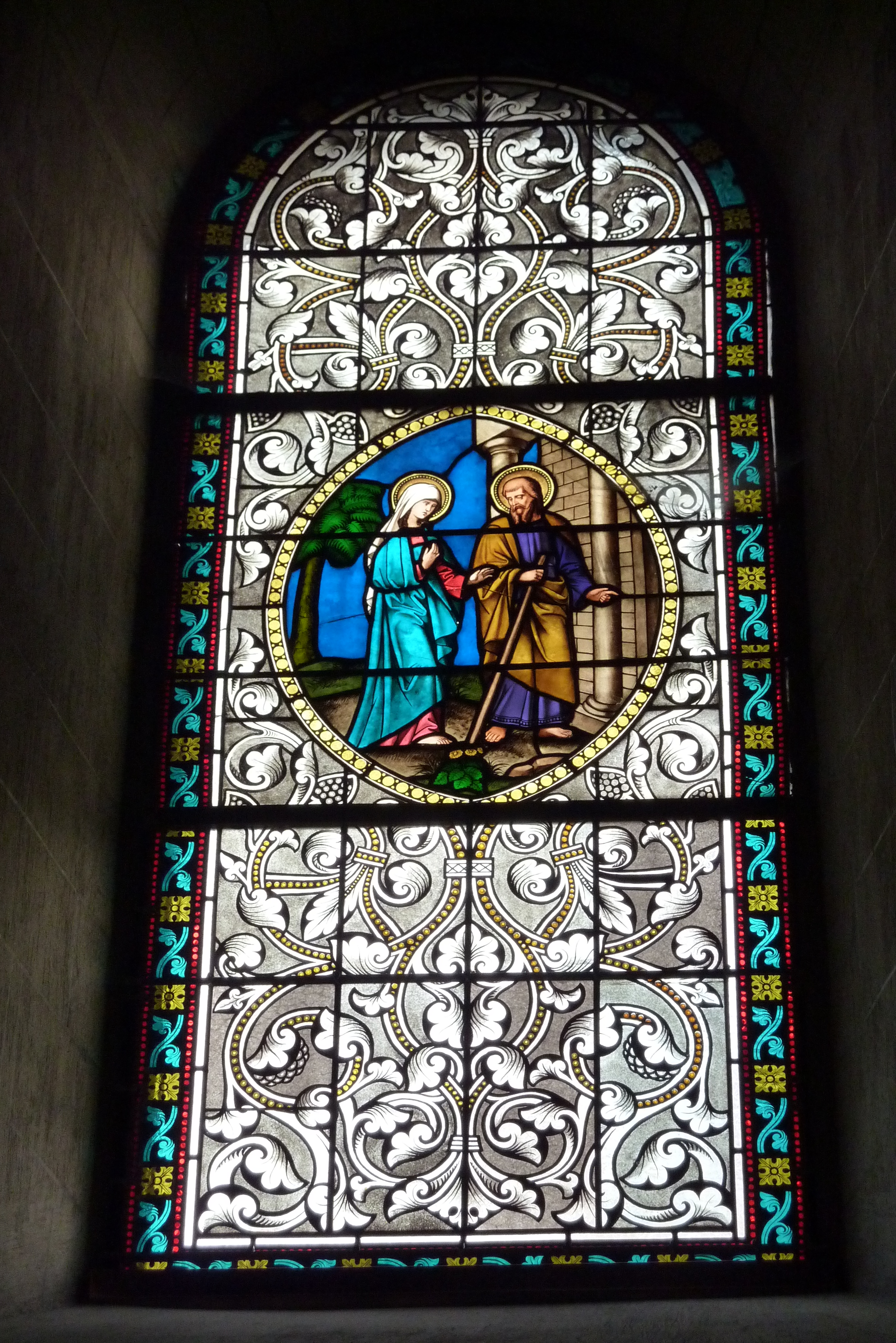
Bleiglasfenster mit der Darstellung von Maria und Josef

Die Kreuzkapelle in Kempenich, einer Ortsgemeinde im Landkreis Ahrweiler (Rheinland-Pfalz), wurde 1879 errichtet. Die Kapelle ist ein geschütztes Kulturdenkmal, sie befindet sich westlich der Straße von Weibern nach Kempenich auf einer Anhöhe in einem kleinen Mischwald. Das Bauwerk ist nicht geostet; der Chor zeigt nach Westen.

## Geschichte
Pastor Ladislaus Stanislaus Ferdinand von Freyhold (1839–1919) entwarf den im sogenannten Kreuzwäldchen befindlichen Kalvarienberg mit Kapelle und danebenstehendem Wohnhaus. Er war von 1870 bis 1886 als Pfarrer im Ort tätig. Die Arbeiten begannen im Jahr 1873 mit der Anlage eines Kreuzwegs, die mit zwölf Stationen vollständig vorhanden ist. Allerdings wurden die ersten sieben Stationen Ende Oktober 1931 zerstört  und zu einem späteren Zeitpunkt durch Repliken ersetzt. Die Kreuzkapelle wurde 1879 in neoromanischen Formen mit zwei Westtürmen erbaut. Am 20. Mai 1881 wurde die Kapelle zu Ehren der schmerzhaften Muttergottes geweiht. Die 1932 im Westen der Anlage geschaffene Lourdesgrotte wurde nach 1950 an einen anderen Standort auf dem Berg versetzt.

## Ausstattung
Die Holzpietà wurde in Tirol hergestellt. Auf der linken Seite befindet sich eine Statue des Apostel Bartholomäus; sie stammt ursprünglich aus der ehemaligen Kapelle in Lederbach. Neben einem hölzernen Bild der Heiligen Familie sind an der Wand zahlreiche Danktafeln angebracht. An der rechten Wand befinden sich zwei Statuen: in einer braunen Kutte eine Figur des heiligen Antonius sowie in einem weißen Chorgewand eine Figur des heiligen Aloisius. Darunter befand sich zu einer früheren Zeit ein Seitenausgang. Im Jahr 2025 ist dort ein Platz für Opferlichter. Ein großes Bild stammt vom Kempenicher Malermeister Ernst Müller (1911–2004) und zeigt Maria und die Jünger unter dem Kreuz. Die Bleiglasfenster stammen ebenfalls von Müller und wurden von der Glasmalerei Joseph Machhausen in Koblenz eingebaut; sie wurden im Jahr 2010 von der Glasmalerei Maur in Ahrweiler restauriert. Links ist der Schriftzug Jesus, in deine Hände empfehle ich meinen Geist sowie auf der rechten Seite der Schriftzug Welch ein Schmerz durchdrang dein Herz zu sehen. Sie sollen an die Zerrissenheit Jesu bzw. das Leiden der Gottesmutter während der Kreuzigung erinnern.

## Umgebung der Kapelle
In der Nähe der Kapelle befindet sich ein Grabdenkmal, das an von Freyhold erinnert. Er wollte ursprünglich in einer Kammer unterhalb des Denkmals beigesetzt werden, starb aber 1910 in Niederaltdorf im Saarland. Außerdem befindet sich auf einem Hügel ein lebensgroßes Kruzifix vor einer Felswand. Seitlich des Kruzifixes ist eine Gartenanlage, in deren Mitte eine symbolisierte Sonne steht. Sie wurde 2011 – mit Ausnahme des Judas Iskariot – um Darstellungen der zwölf Apostel ergänzt. Einige Meter weiter erinnert ein Bildstock an Judas Thaddäus. Es handelt sich um eine Stiftung einer Frau aus Kempenich, nachdem ihr Mann erst 1919 aus dem Ersten Weltkrieg zurückgekehrt war.